# حسام الحملاوي
حسام الحملاوي (أو كما هو معروف، عرباوي) (14 يوليو، 1977 -) صحفي ومدون ومصور وناشط اشتراكي مصري. وهو عضو في كلاً من تنظيم الاشتراكيون الثوريون ومركز الدراسات الاشتراكية،
وعضو سابق في حزب العمال الديموقراطي  اشتهر الحملاوي بعد تعرضه للاحتجاز والتعذيب من قبل مباحث أمن الدولة المصرية في عام 2000، الأمر الذي جعل الكثير من الجمعيات المنادية بحرية التعبير والرأي بإطلاق حملات لدعمه. حصل في 30 سبتمبر، 2011 على جائزة آنا بوليتكوفيسكايا للصحافة، على خلفية دوره في تغطية الإضرابات والوقفات العمالية في مصر منذ 2006 تقريباً.

## ثورة 25 يناير
شارك الحملاوي إبان الثورة المصرية الشعبية عام 2011، مع العديد من المتظاهرين الذين اقتحموا مقرات ومراكز مباحث أمن الدولة في مدينة نصر وجميع أنحاء الجمهورية، وتمكن من إيجاد الزنانة التي كان مسجوناً فيها، وكتب لاحقاً على حسابة في موقع التدوين المصغر، تويتر، عن هذه الأحداث.
| حسام الحملاوي    | "دخلت المجمع الصغير الذي كنت محتجزاً فيه، مازلت لا أصدق...!!! العديد من الحضور يبكي الآن. لا نستطيع إيجاد غرفة الاستجواب هذا المبنى أشبه بالقلعه" | حسام الحملاوي |
| — حسام الحملاوي، | |               |

بعد أحداث الاقتحام، قام الحملاوي بتنشيط موقعه (بيغيبيديا ؛ أي موسوعة الخنازير) الذي يهتم بتسجيل أسماء وصور جميع منسوبي جهاز الشرطة في مصر الضالعه أسماءهم في قضايا التعذيب والاعتداء على حقوق المواطنين، لتصبح مستنداً لاحقاً لاثبات عمل هؤلاء الضباط لدى الشرطة، التي ساءت علاقتها مع المصريين في الآونة الأخيرة.
عارض الحملاوي النظام المصري منذ أن بدأ نشاطه السياسي، وذاع صيته بعد الثورة المصرية كاحد أنشط السياسيين الاشتراكيين أصحاب الخطاب الموجه للشباب. يرى حسام الحملاوي أن شرارة الإطاحة بنظام الرئيس المصري السابق حسني مبارك بدأت عام 2002 عندما قام متظاهرون عند جامعة القاهرة مؤيدون للقضيه الفلسطية بالتظاهر والهتاف بسقوط حسني مبارك.
استدعي حسام والمذيعة التليفزيونية ريم ماجد للمثول أمام النيابة العسكرية يوم 30 مايو، 2011 بعد ظهوره على شاشة قناة أون تي في في برنامجها الحواري، وادعى حدوث عدة حالات تعذيب من قبل الشرطة العسكرية تجاه المتظاهرين وعن اعتداءات كشف العذرية، التي أثيرت على نطاق واسع في الرأي العام المصري بعدها.

## وصلات خارجية
- عرباوي: مدونة حسام الحملاوي الرسمية.
- بيغيبيديا؛ أو موسوعة الخنازير: الموقع المختص «بفضح» منسوبي الداخلية المصرية
- حسام الحملاوي: حسام الحملاوي، في صحيفة الغارديان (بالإنجليزية)